# Капоейра Ангола
Капоейра Ангола (порт. Capoeira Angola — традиційний стиль бразильського національного бойового мистецтва - танцю Капоейра. Як правило, являє собою ритуалізованний поєдинок-гру, об'єднуючи в собі елементи танцю, боротьби, акробатики і музики. На сьогодні, є одним з найважливіших аспектів культурного надбання Бразилії.

## Історія

### Н'ґоло

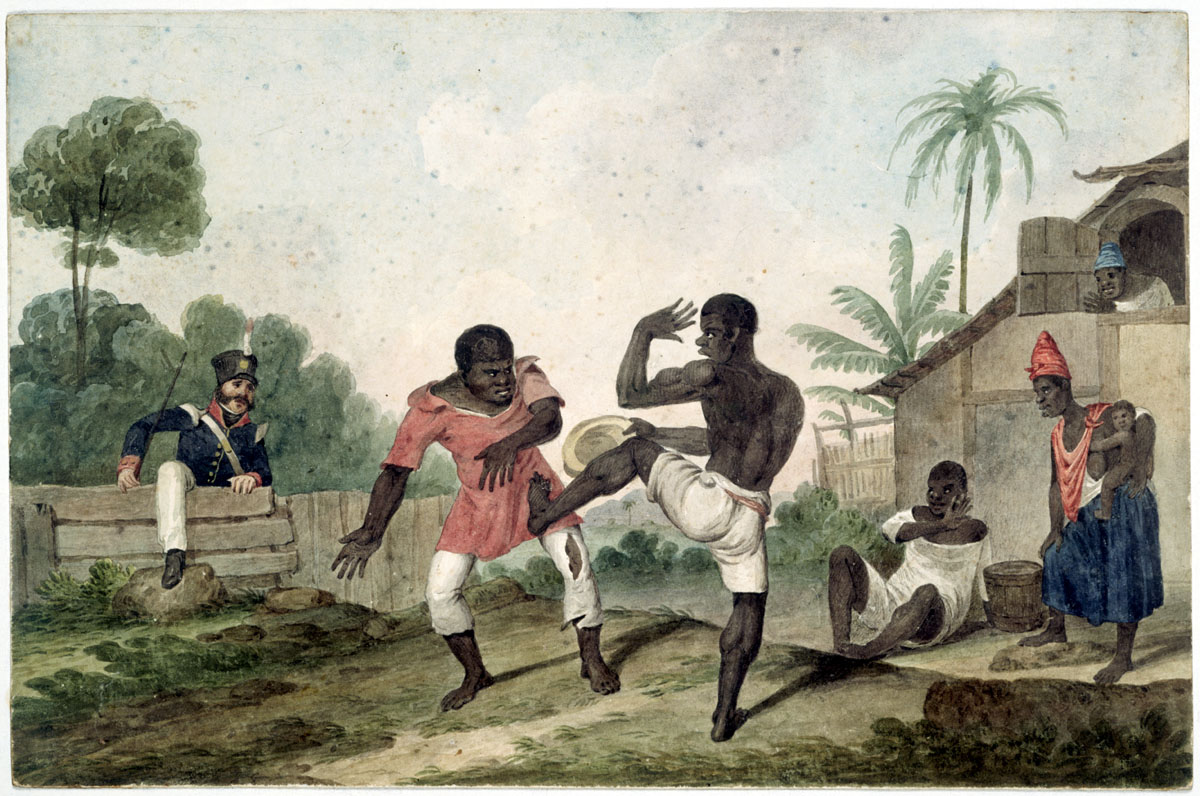
«Negroes Fighting» (Чорні б'ються). Картина художника Augustus Earle (1793—1838). 1822 рік, акварель.

Коріння капоейри знаходяться у традиційних культурах центральної і східної Африки, завезених в Бразилію у результаті трансатлантичної работоргівлі у XVI—XVIII століттях. Версії походження капоейри як такої — в сучасному її вигляді — різняться.Одна з найпопулярніших версій була озвучена у 1965 році Албано Невес і Соуза (порт. Álbano Neves e Sousa). Ця версія була прийнята і розвинена Луїшом да Камара Кашкуду (порт. Luís da Câmara Cascudo) в його книзі «Фольклор Бразилії» («порт. Folclore do Brasil») у 1967 році.
Ця теорія стосується танцю африканських воїнів племен мазінгас та камбіндас, зо зветься н'ґоло, або «танок зебр». Рухи н'ґоло зображують рухи зебр, які б'ються між собою, і є своєрідним поєдинком молодих воїнів племені, нагородою в якому слугує право обрати за дружину будь-яку дівчину племені без уплати за неї викупу. В теперішній час н'ґоло можна віднести до сучасних регіональних бойових мистецтв, цей вид боротьби розповсюджений тільки на території Анголи.
Н'ґоло набув широкого розповсюдження у порту Бенгела, а згодом і по всій Бразилії, розвинувся у стиль боротьби, в якому застосовуються тільки ноги. Він використовувався як у кримінальному світі, так і в афробразильському середовищі — для атаки і для самооборони. Н'ґоло і подібні йому культури бойових мистецтв, як вважають деякі вчені, могли бути використані африканцями і афро-бразильцями для підняття власного духу і загартування тіла в тяжких умовах рабовласницької експлуатації та життя на плантаціях. З часом, виокремились три центри розвитку «н'ґоло-капоейри» — Ресіфі, Ріо-де-Жанейро, і територія усього штату Баїя. В той час як в перших двох місцях капоейра була, скоріш, жорстокою ніж красивою, і гралася здебільшого без музики, в Баїї вона все більше уподібнювалась до ритуалізованої гри, з яскраво вираженим музичним елементом дії. Необхідно відмітити, що вся відома інформація про капоейру з Ріо-де-Жанейро в 1900-ті роки і раніше, отримана з поліцейських хронік, і ці звіти не уточнюють, чи використовувалась музика при заняттях капоейрою чи ні. Одне відомо напевно — поліція впізнавала капоейристів за наявністю музичного інструменту берімбау, зазначеного як марімбау.
На сьогоднішній день, основною думкою стосовно основ капоейри Анголи є ідея багатоджерельності отримання знань про форми бойових мистецтв. Прихильники такої думки наводять як аргумент велику кількість племінних культур Африки, завезених у Бразилію і неможливість формування нової субкультури на основі лише однієї культурної форми існування.

### Від н'ґоло до сучасної капоейри
Байанський стиль кінця XIX — початку XX століть став тим, що на сьогоднішній момент називається Капоейра Ангола. Цей термін увів майстер Пастінья з ціллю максимальної диференціалізації стилю зі стилем Капоейра Режіонал, створеного майстром Бімбою у 1930-ті роки. Майстер Пастінья був засновником першої офіційно визнаної державою Академії Капоейри — порт. Centro Esportivo de Capoeira Angola, відкритої в 1941 році — незабаром після визнання капоейри і дозволу на відкрите практикування цього мистецтва. Академія отримала державне визнання в 1952 році.